# Friedrich Caspar von Geismar
Le baron Friedrich Caspar von Geismar (en russe : Фёдор Клементьевич Гейсмар, Fiodor Klementievitch Geismar, en français Théodore Geismar) né en 1783 à Ahlen (Principauté épiscopale de Münster), et mort le 10 mai 1848 à Saint-Pétersbourg, est un général russe. 

## Biographie
Friedrich Caspar von Geismar est d'origine allemande, fils d’August von Geismar et de Bernardine de Berswordt. Il sert à partir du 2 août 1798 dans l’armée autrichienne puis, après la défaite lors de la bataille d'Austerlitz, entre au service de l'armée russe en 1805 comme enseigne du régiment de grenadiers de Sibérie. Geismar participe aux guerres napoléoniennes entre 1805 et 1807, entre 1812 et 1813 (il commande alors un régiment de Cosaques et protège la ville de Weimar des troupes françaises). En 1814, il parcourt les départements du Nord, du Pas-de-Calais et de la Somme, laissant ses Cosaques piller de nombreuses propriétés, dont celle du général Vandamme. En 1821 il devient commandant de cuirassiers. En 1825 il participe à la répression des décabristes, réprimant l’insurrection du régiment d’infanterie de Tchernigov.
Il participe à la guerre russo-turque de 1828-1829. Lors de l'insurrection de novembre 1830, il commande la 2e division impériale russe de cavalerie. Le 14 février 1831, envoyé pour mater l'insurrection polonaise, il tombe dans une embuscade de la cavalerie commandée par Józef Dwernicki à la bataille de Stoczek.
Le général von Geismar entouré de toute part ne doit son salut qu'à l'agilité de son coursier, onze pièces d'artillerie tombent entre les mains de l'ennemi. La plaine couverte de débris et de fuyards, la cavalerie polonaise, fière de son triomphe, entonnera en chœur le fameux chant : « ...Non, Pologne chérie, tu n'es point sans défenseurs ».
Il participe aussi aux batailles d'Iganie, Wawer, et de Szturmie près de Varsovie, et remporte la bataille de Wola dite Reduta Ordona, où il sera gravement blessé. Il restera dans l'armée impériale russe jusqu'en 1840.
Il meurt à Saint-Pétersbourg le 10 mai 1848.

## Source
- (pl) Cet article est partiellement ou en totalité issu de l’article de Wikipédia en polonais intitulé « Fiodor Geismar » (voir la liste des auteurs).